# تازة كندي داودلو (تشهاردانغة)
تازة کندي داودلو (بالفارسية: تازه‌کند داودلو) هي منطقة سكنية تقع في إيران في قسم تشهاردانغة الریفي. يقدر عدد سكانها بـ 128 نسمة.